# Polycarpe Tuffier
Polycarpe (Jules-Toussaint) Tuffier (ur. 16 marca 1807 w Le Malzieu-Ville, zm. 26 maja 1871 w Paryżu) – francuski zakonnik, sercanin biały, błogosławiony Kościoła katolickiego, męczennik, jeden z czterech błogosławionych towarzyszy zamordowanych przez paryskich komunardów w czasie tzw. krwawego tygodnia komuny paryskiej.

## Życiorys
Był pogrobowcem Jeana-Paula Tuffiera (zmarłego w wieku 33 lat 23 października 1806) oraz Suzanne Martin. Z szóstki dzieci w rodzinie przeżyła tylko trójka, reszta zmarła przed jego narodzinami. 
Religijna matka skierowała go na wychowanie do Kolegium Adoracji sercanów białych w Mende, gdzie spotkał cieszącego się dużym autorytetem ojca Régisa Rouchouze'a, który skierował go do klasztoru sercanów na Picpus w Paryżu. W wieku trzynastu lat, 3 maja 1820 rozpoczął tam nowicjat. Śluby wieczyste złożył 14 maja 1823, w wieku szesnastu lat. Studiował literaturę francuską i prawo kościelne. Przeniósł się na objęte wtedy przez sercanów białych Wyższe Seminarium w Rouen. 20 grudnia 1828 w tamtejszej katedrze otrzymał z rąk kardynała Gustava-Maximiliena de Croÿ subdiakonat i wkrótce wrócił do Paryża. W czasie rozruchów antyklerykalnych po rewolucji lipcowej był świadkiem zdemolowania klasztoru na Picpus 16 lutego 1831. Zakonnicy byli wówczas bici i więzieni.
Święcenia kapłańskie przyjął tuż po osiągnięciu wymaganego wieku, 2 kwietnia 1831 w Sées. Został skierowany do parafii Matki Bożej Królowej Pokoju w Martainville-sur-Ry, gdzie był proboszczem przez dziewięć lat. We wrześniu 1840 wrócił do Paryża, gdzie był krótko, gdyż skierowano go na stanowisko kapelana sercanek białych i duszpasterza ich szkoły z internatem w Yvetot (Normandia). W latach 1842–1847 pełnił identyczne funkcje w Laval (Kraj Loary).W 1847 mianowano go dyrektorem szkoły zakonnej "le Petits Carmes" w Cahors (Oksytania). Dzięki niemu szkoła znacząco się rozwinęła, a do programu włączono nauki ścisłe, grekę i łacinę. 
W 1858 został kapelanem sercanek białych w Mende. Był też kaznodzieją tamtejszej katedry i przejął  Papieskie Dzieła Misyjne Dzieci. W 1862 ponownie przybył do Laval, ale wkrótce przeniósł się do Paryża, gdzie mianowano go generalnym ekonomem zgromadzenia (z funkcji tej wywiązywał się bardzo dobrze). Prowadził jednocześnie katechezę dla dziewcząt z internatu Matki Bożej.
Podczas oblężenia Paryża przez Prusaków (1870-1871) oraz terroru komuny paryskiej (1871) nie opuścił miasta, odprawiał msze i głosił kazania. Szczególnie płomienne miało miejsce w Wielki Piątek. Został aresztowany przez komunardów 12 kwietnia 1871 jako zakładnik. W celi błogosławił swoim oprawcom i cieszył się sympatią współwięźniów. W liście z więzienia z 11 maja 1871 napisał słowa: O Boże, wypaczając życie społeczne masakrują nas i myślą, że dobrze sobie robią! Wybacz im, nie wiedzą co czynią. Wraz z pozostałymi męczennikami z Picpus został 22 maja 1871 przeniesiony z więzienia Mazas do więzienia La Roquette. W czasie przemarszu duchowni byli atakowani i znieważani przez rozwścieczony tłum skandujący śmierć klechom. 26 maja 1871, w sytuacji zbliżania się armii wersalskiej do La Roquette zakładników przejął komunardzki pułkownik Émile Gois, który ustawił ich w szyku procesyjnym i zmusił do marszu w kierunku siedziby Gwardii Narodowej przy ulicy Haxo, gdzie zostali zaatakowani przez zanarchizowany tłum mężczyzn, kobiet i dzieci. Wściekłość zbiegowiska była na tyle duża, że eskorta straciła panowanie nad sytuacją. Księży bito i masakrowano, a w końcu ustawiono pod murem. Sformowano spontanicznie pluton egzekucyjny, któremu samozwańczo przewodziła dziewiętnastoletnia kobieta z numerem 174 na czapce. Spokojna i godna postawa kapłanów spowodowała jednak zawahanie się morderców, w związku z czym kobieta krzyknęła: Niech to się skończy. Banda tchórzy! Jeszcze nie zaczęliście!, po czym pierwsza oddała strzał. Kolejne salwy doprowadziły do zamordowania wszystkich zakładników, a jeszcze żywych dobijano bagnetami. Tłum wiwatował i oklaskiwał masakrę. Jeden z uczestników oświadczył: Strzelaliśmy do nich jak do królików. Dzień po zabójstwie obrabowane ciała wrzucono do fosy pełniącej rolę grobu masowego. Następnego dnia komuna upadła i wyzwolono jej więzienia.
Kilka dni później ciała przeniesiono na cmentarz Belleville. Zabezpieczono sznur, którymi związano zamordowanych księży. Władze nie zezwoliły na pochówek kapłanów na cmentarzu przy klasztorze Picpus, wobec czego 8 czerwca 1871 pochowano ich przy klasztorze w Issy-les-Moulineaux. 6 września 1872 szczątki przeniesiono do kaplicy Najświętszego Serca Jezusowego w Picpus. Na miejscu masakry wzniesiono kościół Matki Bożej Zakładników. W 1903 władze paryskie nakazały usunięcie ciał z Picpus, w związku z czym wróciły one do Issy-les-Moulineaux. 9 maja 1959, po wszczęciu procesu beatyfikacyjnego otwarto kryptę w obecności m.in. generała zakonu, Henry'ego Systermansa i dokonano rozpoznania zwłok. 10 maja 1959 przewieziono je do krypty kościoła św. Gabriela w Paryżu. 21 października 2010 umieszczono szczątki w grobowcu na cmentarzu Picpus, obok prochów założycieli zakonu.

## Beatyfikacja
27 kwietnia 1894 ojciec generał sercanów białych, Sylvain Bousquet polecił w swoim liście okólnym zebrać wszystkie dowody życia i męczeństwa kapłanów z Picpus. W 1896 połączono ich proces beatyfikacyjny z procesem księdza Henriego Planchata. Proces zbierania informacji odbywał się w Paryżu od 8 marca 1897 do 8 sierpnia 1900. Positio sformułowano w 1912, ale z uwagi na proces biskupa Georges'a Darboya i innych piętnastu ofiar komuny paryskiej, sprawę odkładano dwukrotnie, aż do 1957. W międzyczasie opracowano dwa studia historyczne – na zlecenie papieży Piusa XII i Pawła VI. W 1955 wydano dekret do prowadzenia procesu beatyfikacji bez kultu. W 2007 oddzielono sprawę Henriego Planchata, by w 2012 znów ją połączyć. Od 2013 do 2016 przeprowadzono procesy uzupełniające. 11 maja 2020 Komisja Teologiczna ds. Świętych na spotkaniu Relatio et Vota jednomyślnie orzekła, że męczennicy z Picpus zasługują na ten tytuł. 19 października 2021 stwierdzono, że zostali zabici za wierność Chrystusowi i Kościołowi. 22 kwietnia 2023 zostali beatyfikowani w paryskim kościele św. Suplicjusza.